# Saint Clement, Jersey
Saint Clement (Jèrriais: St Cliément) là một trong mười hai giáo xứ của Jersey tại quần đảo Eo biển. Nó tọa lạc ở phía đông nam của đảo, và là một vùng ngoại thành của Saint Helier. Saint Clement là giáo xứ có diện tích bề mặt nhỏ nhất, nhưng có dân số đông thứ hai. Diện tích bề mặt của nó là khoảng 1.044 mẫu Anh (4,22 km2).